# Stanisław Przybyszewski
Stanisław Przybyszewski, poljski pisatelj, pesnik, dramatik, romanopisec, * 7. maj 1868, † 23. november 1927 Jarnoty.
Bil je predstavnik poljske dekadence.

## Življenje
Rodil se je v Łojewu na Poznanjskem 7. maja 1868 v družini vaškega učitelja. Po končani nemški gimnaziji v Torunju je odšel študirat medicino in arhitekturo v Berlin. Tam je ustvarjal in se vključil v kavarniško boemsko družbo. S prijateljico Marto Foerder je imel tri otroke, za katere ni skrbel. Leta 1893 se je poročil z glasbenico Dagny Juell. Doma sta večkrat gostila srečanja berlinskih boemov. Po uspešnem delovanju v Nemčiji se je s svojo ženo odpravil na potovanje po Norveški, Španiji in Franciji, potem pa se je leta 1898 vrnil v domovino. 
Veliko se je selil tudi znotraj Poljske. Malomeščansko okolje v Krakovu ga je obsojalo, saj je bil za njih preveč dekadenten. Leta 1900 se je preselil v Varšavo, kjer se je prav tako pojavil izrazit odpor do njega. Za časa svojega bivanja v Varšavi je večkrat odpotoval v Rusijo, kjer pa je bil izjemno priljubljen. V istem obdobju mu je eden izmed varšavskih pozitivistov poslal pismo, v katerem je z narodnega vidika odklanjal njegovo umetnost kot razkošje, ki si ga Poljaki ne morejo dovoliti, zaradi česar do prve svetovne vojne Przybyszewski ni več ustvarjal. 
Med letoma 1906 in 1919 je živel v Münchnu s svojo drugo ženo, Jadwigo Kasprowiczowo. Leta 1920 se je vrnil na Poljsko, najprej v Sopot, potem pa v Varšavo. Živel je tudi v Poznanju, kjer je delal kot prevajalec. Tik pred smrtjo ga je žena prisilila, da se je spreobrnil v katolika. Proti koncu svojega življenja je izgubil svoje premoženje in prepoznavnost. Umrl je 23. novembra leta 1927 v mestu Jaronty.

## Delo
Med študijem v Berlinu je začel pisati dekadenčno literaturo v nemščini; tam je prav tako urejal poljsko socialistično glasilo Gazeta Robotnicza. V Nemčiji se je gibal v boemskih krogih in pod tem vplivom začel ustvarjati modernistična dela v nemškem jeziku (Totenmesse, 1893; Vigilien, 1894; De profundis, 1896), ki po obliki spominjajo na milozvočne pesmi v prozi, vsebinsko pa se dotikajo tem bolne ljubezni, trpljenja in opojnih vizij. V teh delih se ravna po svoji estetski teoriji, po kateri mora umetnikova duša razgaljati vsa svoja razpoloženja, ki se porajajo ob utelešanju mističnega absoluta na zemlji. Nanjo je vplivala Nietzschejeva teorija o nadčloveku, morda tudi delo Rojstvo iz duha J. Słowackega.
Od leta 1898 je bil urednik krakovskega modernističnega literarnega časopisa Życie, ki je izhajal od leta 1897 do 1900. V času svojega urednikovanja je občutno spremenil tematiko časopisa, saj je tematski obseg močno omejil - prejšnji urednik je objavljal članke s političnimi, družbenimi in umetnostnimi tematikami, Przybyszewski pa je časopis usmeril v umetnostne prispevke s poudarkom na likovni obliki. V njem je objavil svoj programski članek Confiteor, v katerem je razglasil umetnost za vzvišeno nad življenjem, narodom, moralo in vsako idejo.
Ob smrti prve žene je Przybyszewski napisal trilogijo Synowie ziemi, v kateri je med drugim opisal življenje v kavarniški druščini in neuspeh ter propad ljudi v tem krogu.
Po preselitvi v Varšavo je nadaljeval s svojim ustvarjanjem in je posvečal pozornost predvsem dramam, v katerih se je opiral na ustvarjalnost Ibsena in  Maeterlincka, v njih pa je psihoanalitično razkrival duševnost ljudi, ki so se predali ljubezenskim strastem. V dramah se neprestano pojavlja motiv plesa ljubezni in smrti. 
Njegova literarna dela so s svojim kultom “gole duše” za časa njegovega življenja vzbujala veliko pozornosti doma in po svetu.

## Bibiliografija

### Romani
- W drodze (1895)
- W Malstrom (1895)
- Ueber Bord (1896)
- Dzieci szatana (1919)
- Synowie ziemi (1905)

### Zgodbe
- Msza żałobna (1893)
- Wigilia (1901)
- De profundis (1900)
- Epipsychidion (1900)
- Androgyne(1906)
- Krzyk (1918)

### Drame
- Taniec miłości i śmierci [I. Złote runo, II. Goście]. (1901)
- Totentanz der Liebe. Vier Dramen [Taniec miłości: Dla szczęścia, Złote runo, Goście, Matka] (1902)
- Śnieg (1903)
- Śluby (1906)

### Eseji
- O psychologii jednostek – Wydawnictwo Fontane, Berlin (1892) (I Chopin i Nietzsche, II Ola Hansson)
- Synagoga szatana. Przyczynek do psychologii czarownicy (1902)
- Szopen a naród (1910)
- Polska i święta wojna (1916)
- Szlakiem duszy polskiej (1917)